# Bandiera del Voivodato della Masovia
La bandiera del Voivodato della Masovia, in Polonia, è un rettangolo rosso con un'aquila argentata (bianca) e con becco e zampe dorati (gialli), situata sul lato sinistro della bandiera.

## Design
L'attuale bandiera del Voivodato della Masovia è un rettangolo rosso con un rapporto altezza/larghezza di 5:8. Sul lato sinistro si trova un'aquila argentata (bianca) con becco e zampe dorati (gialli). L'aquila è stata adottata dallo stemma del voivodato, basato sullo stemma utilizzato dal Voivodato di Masovia del Regno di Polonia dal 1526 al 1795.

## Storia
Nel 1410, durante la battaglia di Grunwald, le forze di Siemowit IV, duca dei ducati di Płock, e di Rawa, di stanza in Masovia, usarono uno stendardo rosso con un'aquila bianca, con le ali alzate e la testa rivolta a sinistra. Nella stessa battaglia, le forze di Janusz I di Varsavia, duca del Ducato di Varsavia, usarono uno stendardo diviso in 4 campi uguali. I campi in alto a sinistra e in basso a destra erano bianchi, con un drago rosso sopra, mentre i campi in alto a destra e in basso a sinistra erano bianchi con un'aquila rossa sopra.

Bandiera del Voivodato della Masovia utilizzata dal 2005 al 2006.

La prima bandiera del Voivodato della Masovia fu adottata dall'Assemblea Regionale della Masovia l'8 giugno 2005. La bandiera era un rettangolo rosso con al centro un'aquila argentata (bianca) con becco e zampe dorati (gialli). L'aquila è stata ripresa dallo stemma del Voivodato della Masovia, che originariamente si basava sul sigillo utilizzato da Siemowit III, Duca di Masovia nel XIV secolo. Tale disegno dello stemma era stato criticato dalla Commissione Araldica, per la mancanza di un legame storico significativo con la Masovia. Inoltre, è stato evidenziato che lo stemma utilizzava un disegno dell'aquila simile a quello utilizzato nello stemma della città di Oborniki, in Polonia. Pertanto, sia lo stemma che la bandiera sono stati ridisegnati nel 2006. Le nuove versioni sono state create dal grafico Andrzej Heidrich e approvate ufficialmente il 29 maggio 2006. Il disegno dell'aquila è stato modificato, ispirandosi allo stemma del Voivodato di Masovia del Regno di Polonia, utilizzato dal 1526 al 1795. Inoltre, il colore della bandiera è stato modificato in una tonalità più scura, mentre l'aquila è stata spostata sul lato sinistro.
La bandiera è riconosciuta come proprietà del Voivodato della Masovia, e il suo utilizzo è tutelato dalla legge. Fino al 2021, il suo utilizzo era limitato alle istituzioni ufficiali, ma da allora è stato consentito l'uso privato della bandiera da parte degli abitanti del voivodato. Tale decisione è stata presa nell'ambito di uno sforzo volto a promuovere l'identità locale tra la popolazione del voivodato.